# Гаггенау

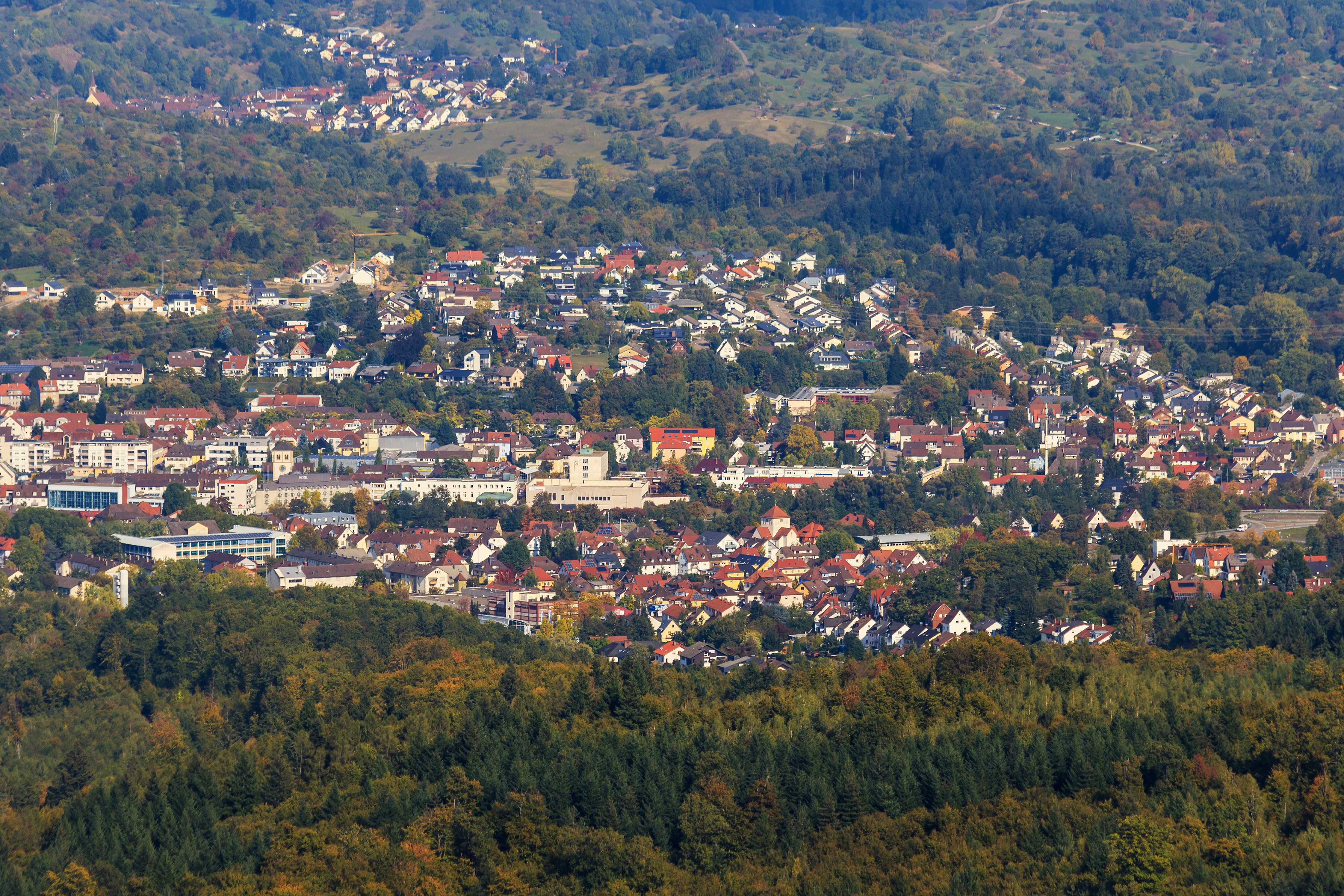
Вид на Гаггенау

Гаггенау (нем. Gaggenau) — город в Германии, районный центр, расположен в земле Баден-Вюртемберг. 
Подчинён административному округу Карлсруэ. Входит в состав района Раштат.  Население составляет 29 032 человека (на 31 декабря 2010 года). Занимает площадь 65,05 км². Официальный код  —  08 2 16 015.
Город подразделяется на 7 городских районов.